# Al-Ahli Wad Madani
El Al-Ahli Wad Madani es un equipo de fútbol de Sudán que juega en la Segunda División de Sudán, la segunda liga de fútbol más importante del país.

## Historia
Fue fundado en el año 1928 en la ciudad de Wad Madani y nunca han ganado el título de la Primera División de Sudán, siendo su mayor logró ganar el título de copa en 1 ocasión. Poseen una rivalidad con el otro equipo de la ciudad, el Al Ittihad Wad Madani, el cual tiene menos trayectoria.
A nivel internacional han participado en 2 torneos continentales, en los cuales nunca han superado la segunda ronda.

## Palmarés
- Copa de Sudán: 1

1982

## Participación en competiciones de la CAF
| Temporada | Torneo          | Ronda | Club        | Casa | Visita | Global |
| --------- | --------------- | ----- | ----------- | ---- | ------ | ------ |
| 1983      | Recopa Africana | 1     | USC Bangui  | 2-0  | 0-0    | 2-0    |
| 1983      | Recopa Africana | 2     | CAPS United | 0-2  | 0-5    | 0-7    |
| 1999      | Copa CAF        | 1     | Mehdin      | 1-0  | 1-0    | 2-0    |
| 1999      | Copa CAF        | 2     | USM Alger   | 0-2  | 0-5    | 0-7    |